# Quarto (bordspel)

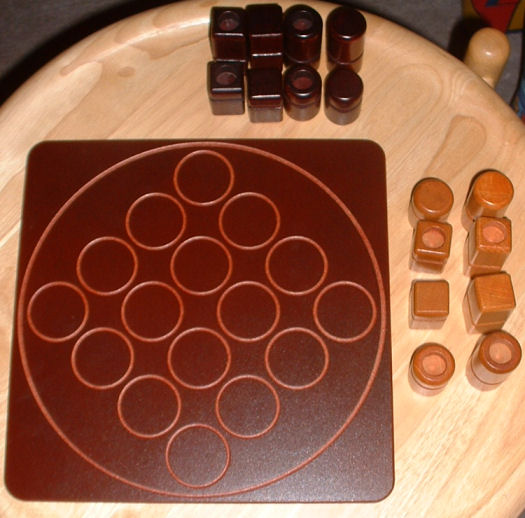
Beginsituatie voor Quarto

Quarto is een bordspel, uitgegeven door Gigamic. Het is een variant van vier op een rij. De speelduur is 10 à 20 minuten.

## Uitvoering en voorbereiding
- Een speelbord met 16 vakjes
- 16 verschillende speelstukken met elke vier kenmerken
  - Licht of donker
  - Vol of hol
  - Hoog of laag
  - Rond of vierkant
- Wanneer het spel begint staan alle speelstukken naast het speelbord.

## Doel van het spel
Op het speelbord dient elke speler te proberen een rij van 4 speelstukken die minstens één gemeenschappelijk kenmerk hebben te maken. Deze rij kan horizontaal, verticaal of diagonaal gemaakt worden.

## Speelwijze
De eerste speler wordt geloot.
Hij kiest een van de 16 speelstukken en geeft deze aan zijn tegenstander.
Deze moet het gekregen stuk op een van de hokjes zetten en vervolgens een van de 15 overgebleven pionnen uitkiezen om aan zijn tegenstander te geven.
Deze zet het speelstuk op zijn beurt op een vrij hokje. enz.

## De winnaar
De winnaar is degene die het eerst Quarto roept
1 Een van de spelers roept "Quarto" en wint het spel door het gegeven speelstuk zo te plaatsen dat hij een rij krijgt met 4 dezelfde kenmerken
2 Indien de speler de rij niet heeft gezien en een speelstuk aan zijn tegenspeler geeft, dan kan deze laatste "op dit moment" Quarto uitroepen en de rij laten zien: Hij heeft het spel gewonnen.
3 Indien geen van de spelers de rij tijdens de speelbeurt dat die rij tot stand komt ziet, dan is de waarde van die rij verloren en gaat het spel gewoon verder.
Het kan zijn dat alle speelstukken zijn opgezet zonder dat er een winnaar is.

## Varianten

### Beginners of kinderen
Om met het spel vertrouwd te geraken of om het spel te vereenvoudigen als men met kinderen speelt, kan men slechts met 1, 2 of 3 kenmerken een rij maken.

### Experts
Men kan hierbij niet alleen winnen door een rij te maken. Maar men kan ook winnen door het maken van een vierkant met 4 dezelfde kenmerken.